# アルベール・バールトソン
アルベール・バールトソン（Albert Baertsoen 、1866年1月9日 - 1922年6月9日）はベルギーの画家である。印象派のスタイルで風景画を描いた。

## 略歴
ヘントの豊かな実業家の息子に生まれた。ヘントの王立美術学校にに入学し、風景画家のデン・ドイツ（Gustave Den Duyts）や人物画のジャン・デルヴァンに学んだ。1887年にブリュッセルの展覧会に出展し、注目された。パリに移り修行を続け、ロマン主義の画家、アルフレッド・ロルに学び、パリの展覧会にも出展した。1890年に、ジェームズ・アンソールやフランツ・シャルレといったベルギーの近代絵画をリードした画家たちとロンドンを訪れた。1894年にアンソールらと美術家集団、「Cercle des Beaux-Arts d'Ostend（オーステンデ美術サークル）」の設立に加わったがこのグループは2年ほどで「Cercle des Beaux-Arts d'Ostende」に吸収された。
1894年にもパリを訪れ、風景画を出展し、作品はリュクサンブール美術館に買い上げられた。ブリュッセルで開かれた「La Libre Esthétique（自由美学）」の展覧会などヨーロッパの各地の展覧会に出展し、何度か賞を得た。1913年のヘント万国博覧会では展覧会の審査員を務めた。
第一次世界大戦中はロンドンに避難し、1919年にヘントに戻った。その年、ベルギー政府から王冠勲章（Order of the Crown）を受勲し、ベルギー王立アカデミー、王立美術アカデミーの会員に選ばれた。1920年にパリで個展を開いた。
1922年にヘントで死去した。

## 作品

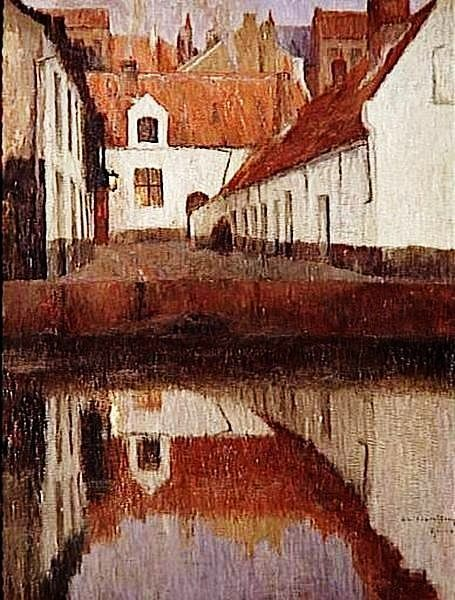
フランドルの小さい中庭
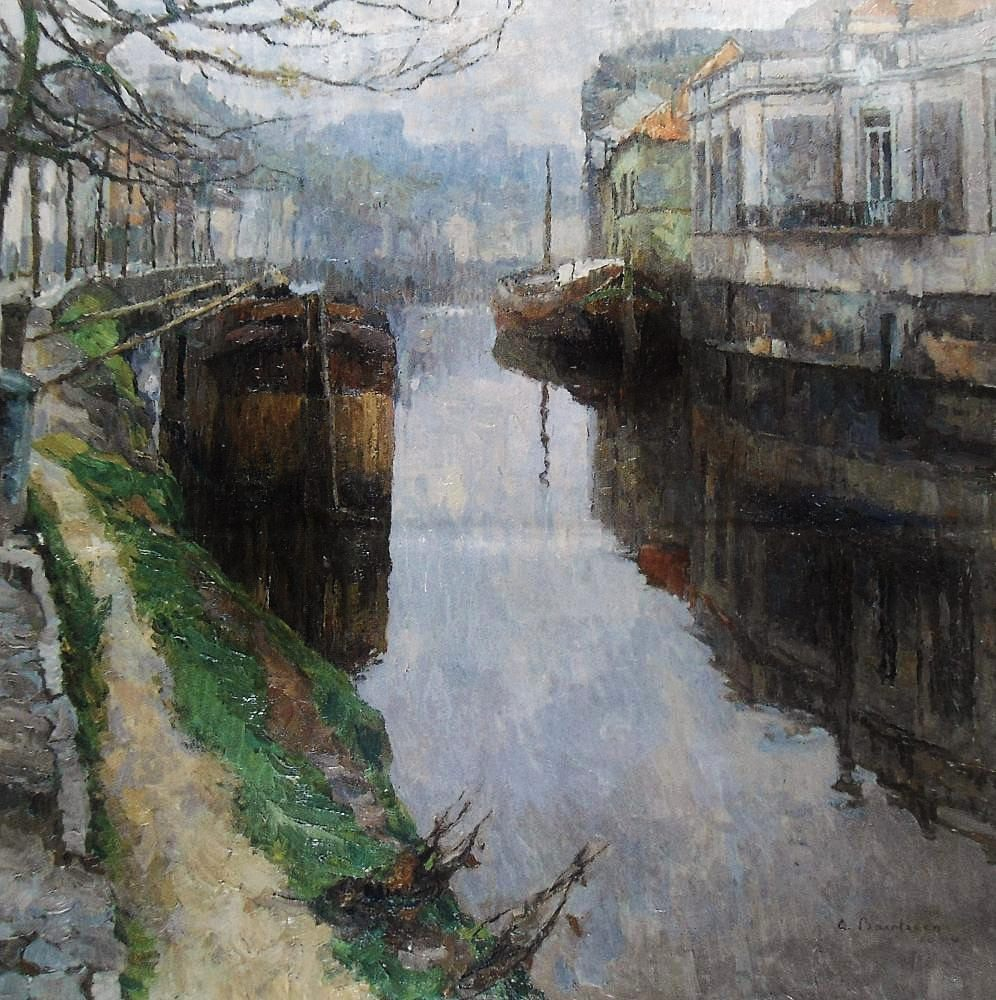
レイエ川
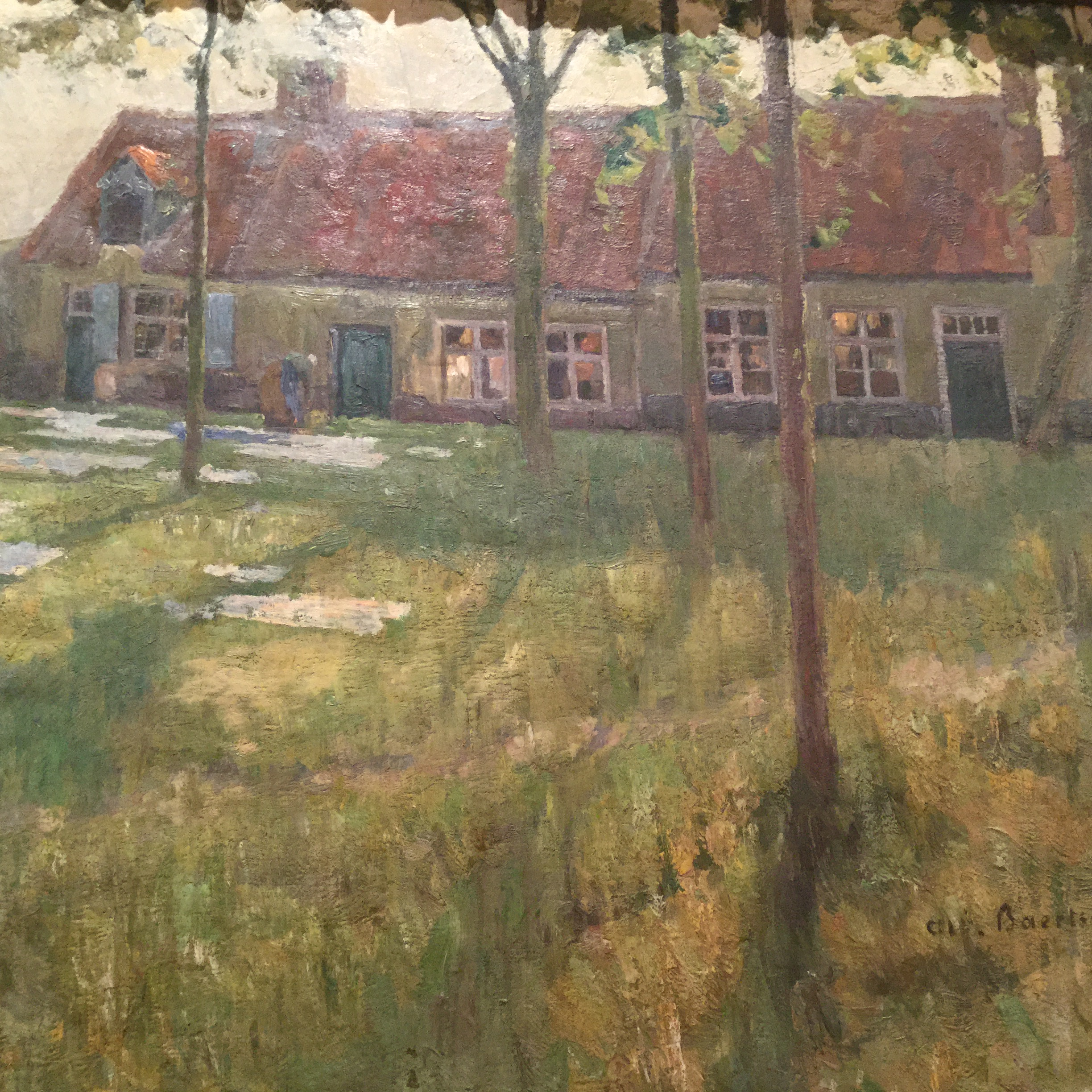
フランドル農場、夕方
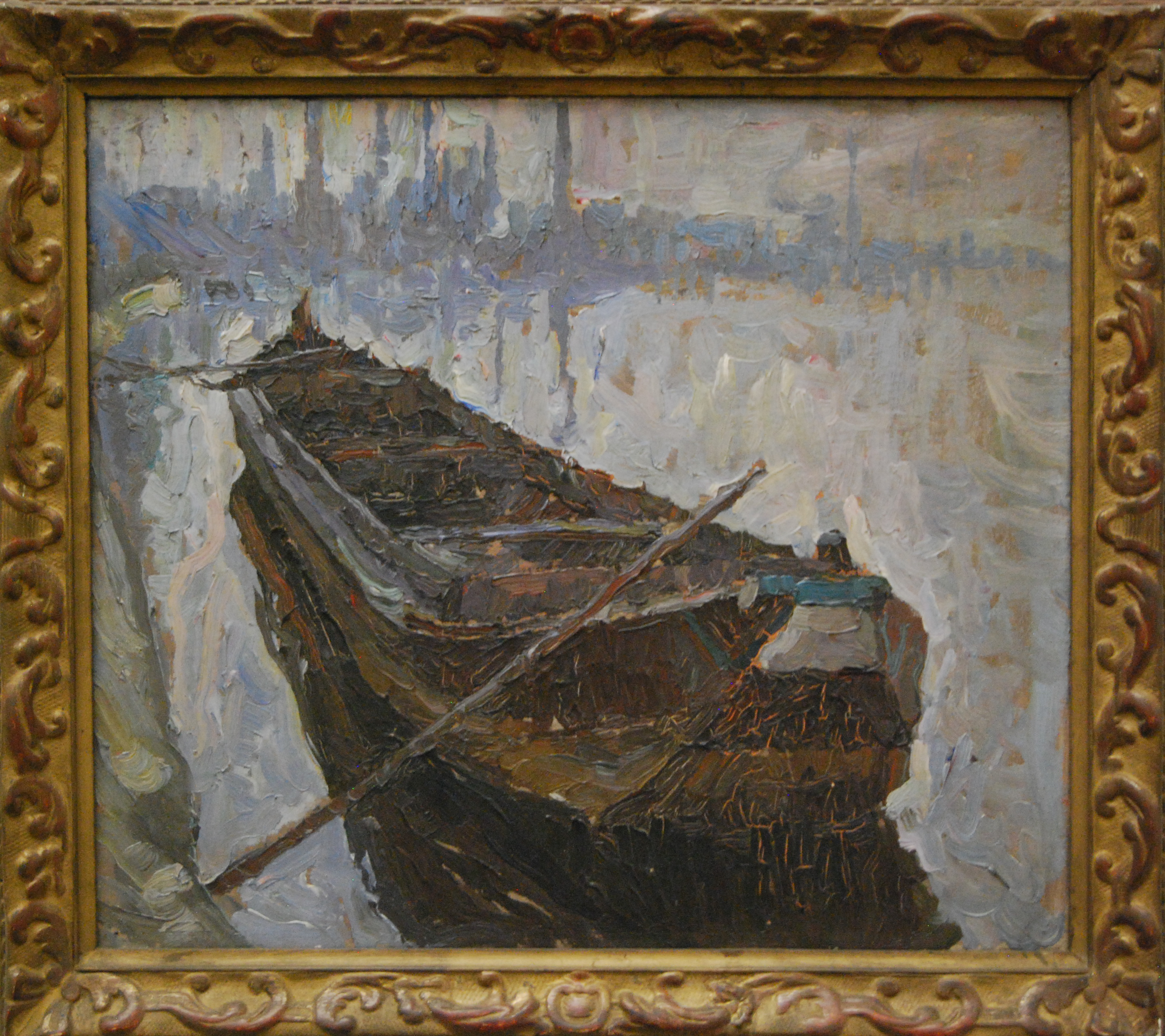

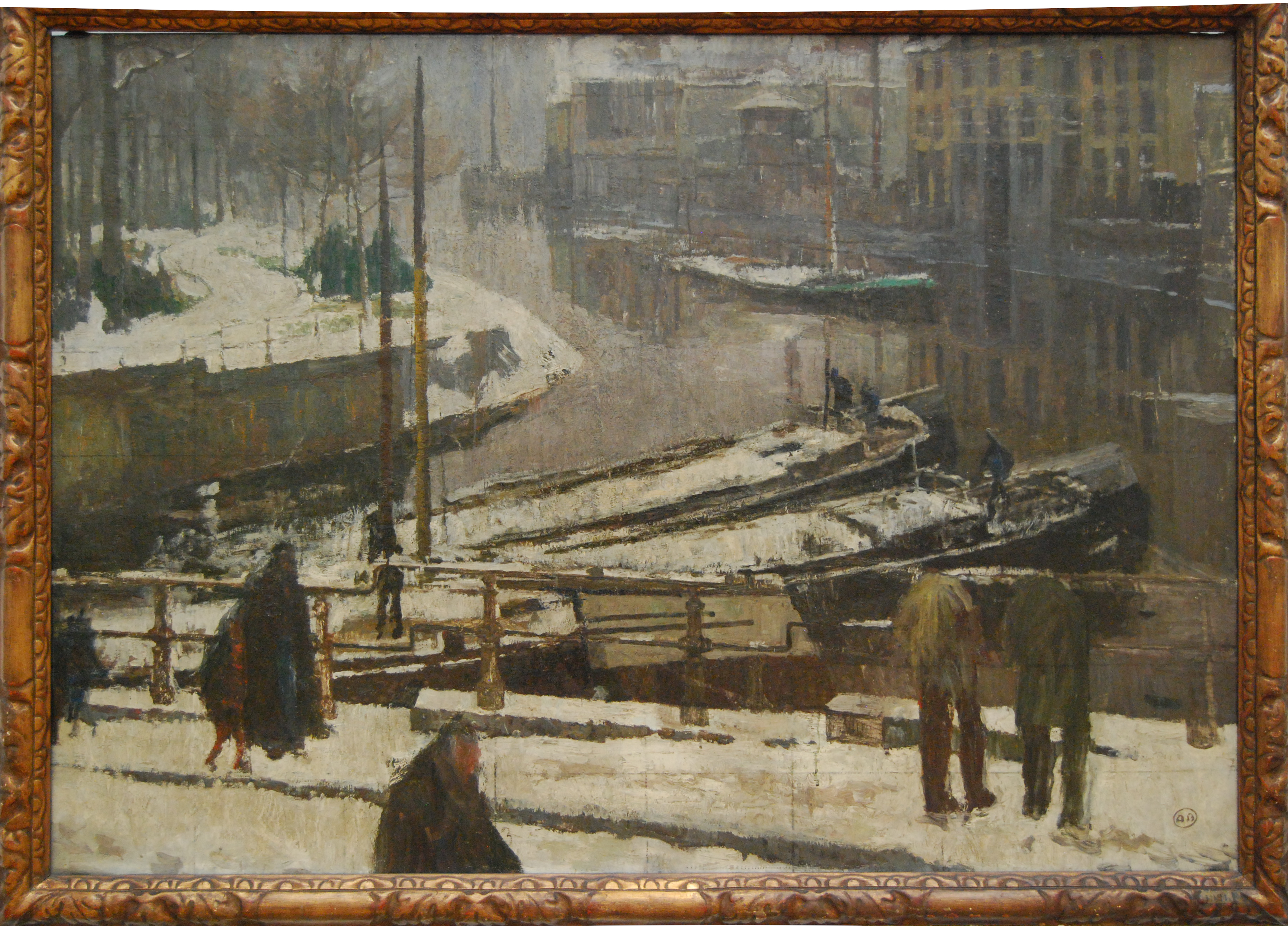
ヘントの雪解け
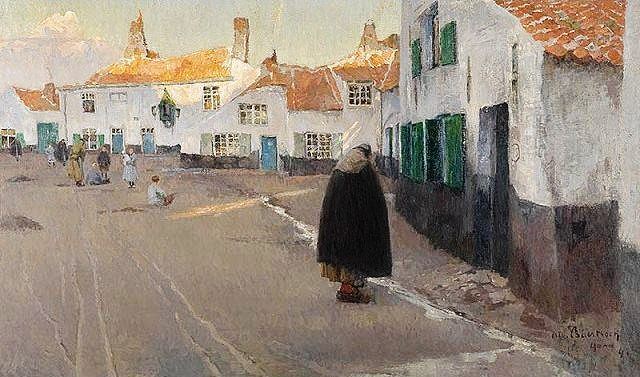
フランドルの村
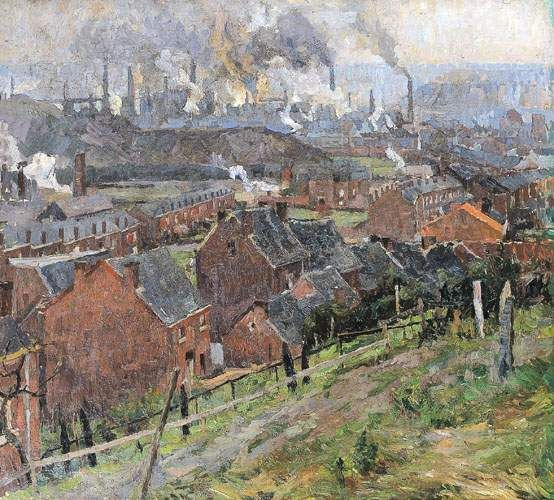